# Cerro Corporation
Die Cerro Corporation war ein amerikanisches Bergbauunternehmen. Es wurde 1902 von amerikanischen Investoren, zu denen J.P. Morgan, Henry Clay Frick und die Vanderbilt-Familie gehörten, als Cerro de Pasco Corporation (auch Cerro de Pasco Mining Corporation oder Cerro de Pasco Copper Corporation) gegründet. In Cerro de Pasco (Peru) wurde 1915 ein noch heute existierendes Kupferbergwerk, eine Reihe weiterer Bergwerke und die Bahnstrecke La Oroya–Cerro de Pasco, die in La Oroya an die Bahnstrecke Lima–La Oroya der damaligen Ferrocarril Central Andino angeschloss, aufgekauft. Nach dem Ersten Weltkrieg wurden die Vorkommen bei Morococha erschlossen. 1922 wurde die Schmelzhütte La Oroya (heute Doe Run Company) errichtet. Während des „Oncenio“ (span.: Elfjahreszeitraum), d. h. während der zweiten, elfjährigen Präsidentschaft von Augusto Leguía y Salcedo von 1919 bis 1930, war die Cerro de Pasco Corporation das bedeutendste ausländische Unternehmen in ganz Peru. Gegen Ende des Zweiten Weltkriegs war die Cerro de Pasco Corporation der größte Arbeitgeber Perus nach der Regierung.
Von 1950 an wurde das Unternehmen von Robert P. Koenig geleitet. Nach Erschöpfung des Kupfers werden seit den 1950ern Blei und Zink im Tagebau Cerro de Pasco abgebaut.
Später notierte die Cerro de Pasco Corporation an der NYSE, wozu die Cerro Corporation als Muttergesellschaft gegründet wurde. Zum 1. Januar 1974 wurde die Cerro Corporation in Peru unter Präsident Juan Velasco Alvarado enteignet und in Centromin-Peru umbenannt. Von 1973 bis 1976 wurden die restlichen Unternehmensbereiche durch die Marmon Group übernommen.